# Crotalaria dura
Crotalaria dura là một loài thực vật có hoa trong họ Đậu. Loài này được J.M.Wood & M.S.Evans miêu tả khoa học đầu tiên.